# Tubificoides bermudae
Tubificoides bermudae is een ringworm uit de familie van de Naididae. De wetenschappelijke naam van de soort is voor het eerst geldig gepubliceerd in 1986 door Råsmark & Erséus.